# Kepler-14b
Kepler-14b là một hành tinh ngoài hệ mặt trời trên quỹ đạo xung quanh ngôi sao chính của hệ thống sao đôi Kepler-14. Hiện tại nó là hành tinh duy nhất được biết là tồn tại trong hệ sao này. Kepler-14b có khối lượng gấp 8 lần khối lượng của Sao Mộc và có bán kính 1,14 lần so với Sao Mộc, và nó quay quanh ngôi sao chủ của nó sau mỗi 6,79 ngày. Nó được phát hiện bởi sứ mệnh Kepler do NASA dẫn đầu, ghi nhận hành tinh này là một ứng cử viên hành tinh vào đầu tháng 3 năm 2009, cùng thời điểm phát hiện năm hành tinh đầu tiên được phát hiện bởi Kepler (Kepler-4b đến Kepler-8b). Tuy nhiên, nhóm nghiên cứu không thể xác nhận hành tinh này cho đến khi quan sát theo dõi sâu rộng, vì hình ảnh độ phân giải cao đã giải quyết ngôi sao Kepler-14 như một hệ thống nhị phân quay gần. Nhóm Kepler sẽ không nhận thấy rằng Kepler-14 là một ngôi sao nhị phân chỉ dựa trên các phép đo vận tốc hướng tâm ban đầu (một phương pháp tiêu chuẩn để xác nhận sự tồn tại của một hành tinh) và nhận thấy rằng nếu họ không nhận ra điều này, dữ liệu của họ về Kepler-14b sẽ rất không chính xác.

## Khám phá
Tàu vũ trụ Kepler của NASA, đã được phóng lên tháng 3 năm 2009, thu thập dữ liệu quang đo liên tục trong khoảng thời gian bốn tháng trong một khu vực nhỏ của bầu trời, sử dụng một kính thiên văn Schmidt 0.95m. Khi dữ liệu được thu thập trong giai đoạn này được phân tích, 1235 ứng cử viên hành tinh đã được xác định trong số 150.000 ngôi sao quan sát được; tất cả các ứng cử viên hành tinh này đều bị nghi ngờ là đang quá cảnh các ngôi sao chủ của chúng, trong đó sao định kỳ đi qua trước mặt sao chủ của nó và hơi làm mờ ngôi sao chủ này. Bởi vì dữ liệu được thu thập trên các lần quá cảnh của KOI -98 (sau này gọi là Kepler-14b) dường như rất rõ ràng để chỉ ra một hành tinh, Kepler đã xác định KOI-98 là 1 hành tinh rất sớm trong nhiệm vụ của mình. Dữ liệu về đối tượng quan tâm đã được chuyển đến Chương trình theo dõi Kepler để điều tra tiếp theo.